# Il signor Robinson, mostruosa storia d'amore e d'avventure
Pour plus de détails, voir Fiche technique et Distribution.
Il signor Robinson, mostruosa storia d'amore e d'avventure est un film italien réalisé par Sergio Corbucci, sorti en 1976.

## Synopsis
Roberto est un créateur de la haute couture aisé mais névrosé : parfaitement intégré dans la « jungle d'asphalte » consumériste, il part en croisière avec sa femme Magda, d'humeur assez maussade,, après avoir été opéré d'un ulcère. Une nuit, l'alarme du bateau retentit, mais croyant qu'il s'agit d'un énième exercice ennuyeux, il s'endort et, à son réveil, se retrouve seul et naufragé sur une île déserte.
Loin d'être découragé et pour assurer sa subsistance, Roberto improvise avec des matériaux locaux des substituts au confort de la vie moderne, tels qu'une pierre avec une paille pour imiter une radio à transistor, ou un cadre en roseau avec une vue sur la mer en guise d'écran de cinéma. Un jour, une jeune fille noire, séduisante et rayonnante, arrive en pirogue, envoyée par son peuple d'une île voisine pour accomplir une période de retraite en vue du passage à l'âge adulte.
La jeune femme devient la compagne douce, soumise et charmante dont le naufragé a toujours rêvé et s'appelle Vendredi, mais malgré cela, la relation entre les deux n'est pas consommée. Roberto attend patiemment, mais en vain, car entre-temps le fiancé de la jeune fille arrive et les emmène tous les deux sur leur île. Les autorités accordent néanmoins, après une série de procès où Roberto perd toujours, le mariage entre le protagoniste et la jeune femme noire.
L'union est célébrée mais jamais consommée, car la coutume locale de s'unir pour la première fois devant toute la tribu contrarie les jeunes mariés. Leur dernier moment d'intimité où ils pourraient s'unir est interrompu par la découverte dans le ventre d'un requin de la radio à transistor diffusant un match de football et d'une canette de Coca-Cola qu'il a perdue dans le naufrage. Pour Roberto, c'est le lien retrouvé avec son monde.
La jeune fille se sent ignorée et lui pose des conditions : elle ou la civilisation, mais à la vue d'un bateau qui vient à son secours, l'homme n'hésite pas à partir, alors la jeune femme l'écarte avec des mots méchants disant qu'elle est noire et qu'il est un « curuboa » (trou du cul dans la langue locale). Après avoir embarqué sur le bateau, Roberto se ravise et tente d'échapper aux appels de la civilisation en plongeant dans la mer mais, repéré par sa femme légitime, il est littéralement « pris dans le filet » et ramené de force dans le monde occidental. La « monstrueuse » histoire d'amour et d'aventures du Robinson Crusoé « Fantozzien » se termine par une débâcle totale.

## Fiche technique
- Titre originale : Il signor Robinson, mostruosa storia d'amore e d'avventure
- Réalisation : Sergio Corbucci
- Scénario : Sergio Corbucci, Franco Castellano, Giuseppe Moccia et Paolo Villaggio
- Photographie : Marcello Gatti
- Musique : Guido et Maurizio De Angelis
- Production : Bruno Altissimi et Franco Cristaldi
- Pays de production :  Italie
- Langue originale : italien
- Date de sortie : 
  - Italie : 23 décembre 1976

## Distribution
- Paolo Villaggio : Robi
- Zeudi Araya : Venerdi
- Anna Nogara : Magda
- Percy Hogan : Mandingo

## Production
Le tournage du film a eu lieu en Sardaigne, dans le golfe d'Orosei, et plus précisément sur les plages de Cala Luna (Dorgali et Baunei) et Cala Sisine (Baunei), Cala Ginepro, (Orosei) et Cala Fuili (Dorgali), et aux sources de Su Gologone (Oliena).